# Shane Ferguson
Shane Kevin Ferguson (Derry, 12 de julho de 1991) é um futebolista profissional norte-irlandês que atua como defensor, atualmente defende o Millwall FC.

## Carreira
Shane Ferguson fez parte do elenco da Seleção Norte-Irlandesa de Futebol da Eurocopa de 2016.